# عرض فيل سيلفرز
عرض فيل سيلفر، والذي يحمل عنوان لن تصبح ثريًا أبدًا، هو مسلسل كوميدي تم عرضه على شبكة سي بي إس من عام 1955 إلى 1959. جرى إنتاج برنامج تجريبي يسمى "Audition Show" في عام 1955 ولكن لم يتم بثه. جرى بث 143 حلقة أخرى مدتها نصف ساعة باستثناء عام 1959 اللذي عرض فيه حلقة خاصة على الهواء مباشرة. قام ببطولة المسلسل فيل سيلفرز في دور الرقيب إرنست جي بيلكو من جيش الولايات المتحدة.
جرى إنشاء المسلسل بواسطة نات هيكين، وفاز بثلاث جوائز Emmy متتالية لأفضل مسلسل كوميدي. يُطلق على العرض أيضًا اسم الرقيب بيلكو أو ببساطة بيلكو في إعادة العرض، وغالبًا ما يشار إليه بهذه الأسماء، سواء على الشاشة أو من قبل المشاهدين. حوّل نجاح العرض سيلفرز من كوميدي ماهر إلى نجم، والكاتب والمنتج هيكين من كاتب كوميدي مرموق من وراء الكواليس إلى منتج معروف.

## الإنتاج
بحلول عام 1955، كانت الأعمال التلفزيونية الأمريكية قد بدأت بالتوجه غربًا إلى لوس أنجلوس، لكن نات هيكين أصر على تصوير المسلسل في مدينة نيويورك، منطلقًا من اعتقاده بأنها أكثر ملاءمة للإبداع الكوميدي وروح الدعابة. تم تصوير الحلقات المبكرة في مركز Dumont التلفزيوني في مدينة نيويورك والذي هو الآن موطن WNYW-TV ، مع حلقات لاحقة تم تصويرها في استوديوهات CBS "Hi Brown"  في تشيلسي، مانهاتن.
جرى تصوير معظم المسلسلات لمحاكاة العروض المباشرة. حيث يحفظ الممثلون سطورهم ويؤدون المشاهد بالتسلسل أمام جمهور الاستوديو. وبالتالي، دائمًا ما كان هناك تقلبات عرضية وتوقفات محرجة. مثلًا: الممثل بول فورد، الذي لعب دور الضابط القائد في بيلكو، اشتهر بنسيان خطوطه. كان يظهر تعبير فارغ على وجهه وكان سيلفر وبقية الممثلين حينها يرتجلون شيئًا ما لإنقاذ المشهد، مثل «تتذكر أيها العقيد، سيأتي كبار الشخصيات. .». في تلك المرحلة، كان فورد يكمل من حيث توقف.
جرى تصوير الحلقات اللاحقة في ولاية كاليفورنيا. وأصر المنتج الشهير مايك تود، الذي ظهر كضيف، على أن يتم تصوير العرض كفيلم، وليس مسلسل. جربها طاقم العمل، وسرعان ما اكتشفوا أن طريقة تود كانت أسهل بالفعل. استمر الإنتاج على هذا النحو حتى انتهت السلسلة في عام 1959.

## حول العرض

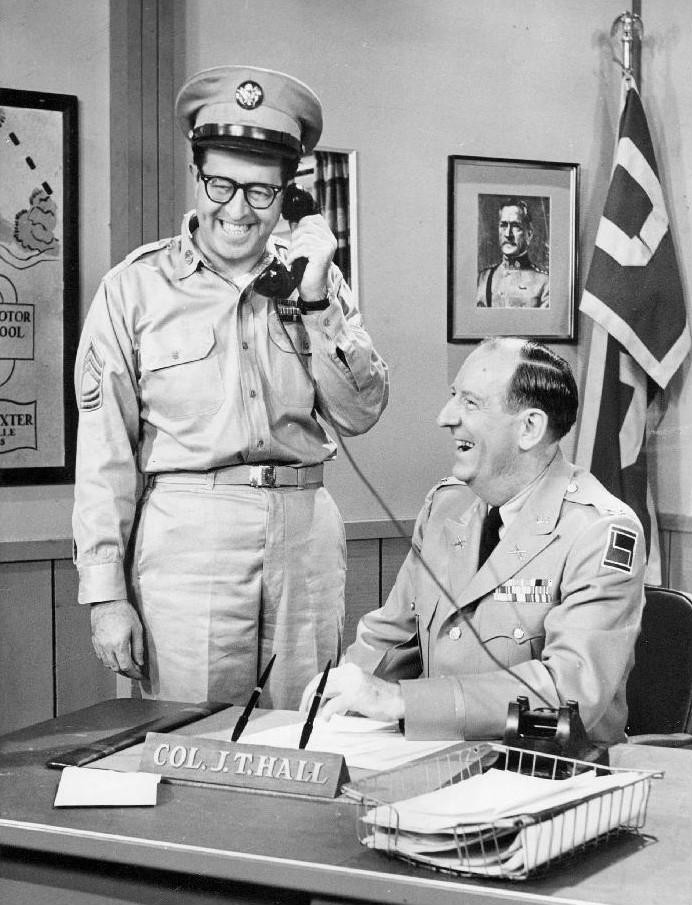
الرقيب بيلكو مع العقيد.

جرت في الأصل في حصن باكستر، وهو موقع غير ملحوظ للجيش الأمريكي في بلدة خيالية روزفيل، كانساس، وتمحور حول جنود مجمع فورت باكستر تحت قيادة الرقيب إرنست جي بيلكو. وكان يبدو أن بيلكو ورجاله يقضون وقتًا قصيرًا جدًا في أداء واجباتهم فقد قضى بيلكو على وجه الخصوص معظم وقته في محاولة استغلال الأموال من خلال العديد من عمليات الاحتيال والعروض الترويجية للثراء السريع، أو لإيجاد طرق لجعل الآخرين يقومون بعمله.
دائمًا ما ساعد الجنود بيلكو بانتظام في مخططاته، كان من المحتمل أن يصبحوا «حمامًا» في إحدى مخططاته. ومع ذلك، أظهر بيلكو سلوكًا أبويًا غريبًا تجاه ضحاياه، وكان سيحميهم بإصرار من جميع الخصوم الخارجيين. وقد وصف الرقيب موقفه تجاه رجاله على النحو التالي: «هم كانوا رجاله وإذا كان أي شخص على وشك أن يأخذهم منه، فسيبقى لوحده.»  كانت الفصيلة عمومًا موالية لبيلكو على الرغم من حذرهم من طبيعته الماكرة، وستعتمد عليه لإخراجهم من أي مصيبة عسكرية. إذا عومل أحد جماعته بطريقة غير عادلة أو تعرض للغش بأي شكل من الأشكال، فسيقوم بيلكو دائمًا بمساعدة الطرف المصاب، مستخدمًا نفس المكر النفسي والخداع الذي كان يستخدمه دائمًا لخداع أعدائه. تم تخفيف هذا الجانب الخير من بيلكو في المواسم اللاحقة للمسلسل (مع نصوص، بشكل ملحوظ، من قبل كتّاب مختلفين)؛ أصبح بيلكو مرتزقًا صارمًا، على استعداد لخداع أي شخص مقابل ربح سريع.
عادةً ما كانت عمليات النصب التي يقوم بها بيلكو موجهة نحو (أو دون علم) العقيد جون ت. هول، القائد الذي كان في بداية حياته المهنية يلقب بـ «رأس البطيخ». على الرغم من عيوبه وضعفه، يجري خداه هول من قبل بيلكو في كثير من الأحيان بما يكفي لإثبات اعتماده كخصم حذر ويقظ. غالبًا ما كان يظهر الكولونيل وهو ينظر بقلق من نافذته، دون تفسير أو دليل، لمجرد أنه كان يعلم أن بيلكو كان هناك في مكان ما، يخطط لشيء ما. كانت زوجة العقيد، نيل (هوب سانسبيري)، لديها فقط أروع الأفكار تجاه بيلكو، الذي كان يجاملها بلا خجل كلما التقى بها.
لم يكن بيلكو وهال خصمين دائمًا. في حلقة بعنوان (The Court Martial" (195"، يحاول بيلكو مساعدة العقيد في تسجيل رقم قياسي في السرعة لتجنيد مجندين جدد، مما يؤدي بطريق الخطأ إلى تسجيل حيوان أليف خاص بالشمبانزي. يجتازالشمبانزي هاري الاختبارات الطبية والنفسية، ويتلقى زيًا رسميًا، ويؤدي اليمين رسميًا. مع وجود الضباط المتفوقين في حالة ذعر، ينقذ بيلكو الموقف عن طريق تنظيم تسريح مشرف للشمبانزي.
تغير مكان العرض مع الموسم الرابع، عندما أعيد تعيين رجال فورت باكستر إلى كامب فريمونت في كاليفورنيا. تم شرح هذا النقل الجماعي في القصة على أنه تم تنسيقه من قبل بيلكو، الذي اكتشف خريطة تظهر رواسب ذهب بالقرب من موقع الجيش المهجور. كان أحد أسباب التغيير من كانساس هو أن المسلسل يمكن أن يجلب بشكل معقول نجوم ضيوف من هوليوود القريبة، مثل دين مارتن وميكي روني وديانا دورس ولوسيل بول. حتى أن سيلفرز لعب شخصيته الحقيقية في حلقة استمرت ساعة.

## فريق العمل

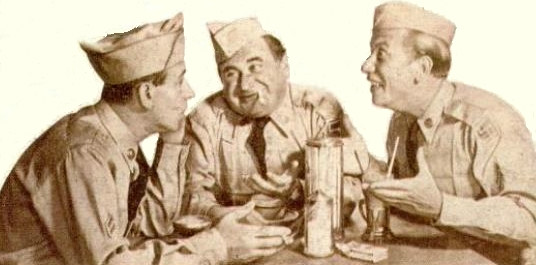
إعلان سجائر من عام 1957. يظهر في الصورة الجندي دوبرمان (موريس جوسفيلد، الوسط) والعريف هينشو (آلان ملفين، على اليمين)

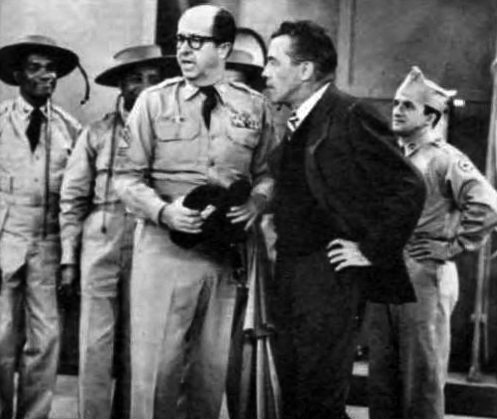
قدم إد سوليفان أول ظهور تلفزيوني له في العرض.

كان مساعدا بيلكو هما العريف روكو باربيلا (هارفي ليمبيك) والعريف ستيف هينشو (آلان ملفين)، ورئيسه الذي طالت معاناته كان العقيد جون تي هول (بول فورد). تضمنت فصيلة بيلكو المرافقة هيربي فاي (صديق هزلي سابق من سيلفرز) بدور العريف. سام فيندر وموريس جوسفيلد في دور الجندي دوان دوبيرمان وبيلي ساندز في دور الجندي دينو باباريلي، ميكي فريمان في دور الجندي الضئيل فيلدينغ زيمرمان، تيج أندروز (وصف باسمه المعطى، تايجر أندروز)، جاك هيلي بصفته الجندي الصعب الحديث. مولين، الملاكم السابق والتر كارتييه في دور الجندي الشيرير كلود ديلينجهام، وتيري كارتر في دور الجندي الأمريكي الأفريقي شوجرمان، في وقت كان المجتمع الأمريكي فيه لا يزال منعزلاً إلى حد كبير. وشملت الشخصيات الأخرى هاري كلارك في دور طاه المعسكر الرقيب ستانلي سويسي، نجح بعد وفاة كلارك من قبل الكوميدي الهزلي جو إي روس في دور الرقيب روبرت ريتزيك بياتريس بونز في دور السيدة ريتزك، نيد جلاس في دور الرقيب آندي بندلتون وجيمي ليتل في دور الرقيب فرانسيس جروفر. أعطت بعض الحلقات بيلكو اهتمامًا رومانسيًا بـإليزابيث فريزر بدور الرقيب جوان هوجان.
استضافت السلسلة في كثير من المرات العديد من أعضاء فريق التمثيل الثانوي، بحيث أصبح العرض في النهاية مكلفًا للغاية ولا يمكن تحمله. كان هذا العامل أكثر من أي انخفاض كبير في التصنيف هو الذي أدى إلى زوال العرض في عام 1959. على الرغم من أن برنامج Phil Silvers Show لم يكن قط دائم التصدر في التصنيف، إلا أنه كان يعتبر أفضل كوميديا تلفزيونية في ذلك الوقت. جرى ترشيح العرض لجائزة إيمي عن كل من الكتابة الكوميدية وأفضل سلسلة في جميع مواسمه الأربعة، وفاز بالجائزتين في أعوام 1956و 1957و 1958. حازت السلسلة على تسعة ترشيحات أخرى خلال عرضها، حيث فاز سيلفرز بجائزة إيمي عن أدائه، وفاز نات هيكين بترشيح واحد للإخراج. كما يتذكر سيلفرز لاحقًا، «لقد خرجنا في أوجنا».
كان من بين الضيوف في الحلقات ديك فان دايك، وإريك فليمنغ، وفريد جوين، وآلان ألدا، وبول ريد، وسوزان ستورز، وداري ريتشارد، وبول ليندي. استضافت الحلقات اللاحقة الكثير من الممثلين المخضرمين في هوليوود، بمن فيهم هارولد هوبر، ومارجوري جيتسون، وفرانك ألبرتسون.
كان جورج كينيدي المستشار الفني للجيش الأمريكي في العرض. كان له أدوار كشرطي عسكري في عدة حلقات.

### الخاتمة
في خاتمة المسلسل، "Weekend Colonel"، يكتشف بيلكو طباخًا اسمه تشارلي كلوسترمان وهو بالضبط شبيه العقيد هول. يستأجر بيلكو الطاهي لانتحال شخصية العقيد، حتى يتمكن من خداع الضباط الآخرين في جهود خيرية وهمية يعلم كولونيل هول الحقيقي بالاحتيال، وينتهي الأمر بحبس بيلكو وهينشو وباربيلا في غرفة الحراسة. بينما ينظر الكولونيل هول إلى سجنائه على نظام مراقبة تلفزيونية تم تركيبه حديثًا، قال مازحًا: «إنه عرض رائع، وطالما أنني الراعي، فلن يتم إلغاؤه أبدًا». قطعت الكاميرا أمام بيلكو وأتباعه خلف القضبان في النهاية يلوح بيلكو بالكاميرا ويقول، «هذا كل شيء ، أيها الناس !»

## ما بعد الكارثة
بعد إلغاء العرض، باعت CBS حقوق NBC: أجرت الشبكة المنافسة على الفور إعادة بث خمسة أيام في الأسبوع لتحقيق عوائد مالية كبيرة. تم اختيار بعض الممثلين الآخرين في العرض من قبل منتج «بيلكو» إدوارد ج.
تمكن سيلفرز من محاكاة شخصيته الدائمة لبيلكو لبقية حياته المهنية. في 1963-1964، قام ببطولة فيلم The New Phil Silvers Show، الذي حاول نقل شخصيته إلى مصنع، لكن الفكرة أثبتت أنها لا تحظى بشعبية. لعب سيلفرز دور البطولة في مسلسل The Beverly Hillbillies كشخصية تدعى Honest John. كما لعب دور هارولد هيكوبا منتج برودواي عديم الضمير في حلقة من جزيرة جيليجان، حيث سرق نسخة موسيقية من هاملت. كما مثل سيلفرز أدوار المتواطئين الجشعين في أفلام مختلفة، مثل إنه جنون ، جنون ، جنون ، عالم مجنون (1963)، حيث لعب بول فورد دورًا مساندًا كعقيد. الفيلم البريطاني اتبع ذلك الجمل (1967) صوره كرقيب ماكر، هذه المرة في الفيلق الأجنبي الفرنسي.
تمت إعادة عرض البرنامج الأصلي لن تصبح ثريًا أبدًا، والذي تم تصويره باللونين الأبيض والأسود، على نطاق واسع في السبعينيات. أدى ظهور التلفزيون الملون إلى جعله والعديد من البرامج المماثلة أقل قابلية للتسويق مما كانت عليه في السابق. عادت السلسلة إلى الظهور في أواخر الثمانينيات على قناة كوميدي سنترال، ثم مرة أخرى على Nick at Nite لفترة قصيرة خلال التسعينيات. حاليًا، يمكن مشاهدته على Me-TV (شبكة تبث على قنوات تلفزيونية ثانوية في العديد من الأسواق).

### استعارات
تم استعارة شخصية بيلكو من قبل استوديو الرسوم المتحركة Hanna-Barbera لمسلسلها الكرتوني التلفزيوني Top Cat، والذي اعتمد على عناصر من The Phil Silvers Show. أعطت حلقة The Flintstones التي قدمت Dino الديناصور الأليف صوت وشخصية تشبه بيلكو. بعد هذا الظهور غير المعتاد، لم يتحدث دينو مرة أخرى. جنّدت حلقة أخرى فريد فلينتستون وبارني رابل في الجيش، حيث خدعتهما شخصية شبيهة ببيلكو ليصبحا رائدا فضاء.
استخدم فيلم المرشح المنشوري)1962) أسماء العديد من الأشخاص المرتبطين بالرقيب بيلكو لأعضاء دورية الحرب الكورية - العريف آلان ملفين، الجندي سيلفرز، الجندي هيكين، والجندي ليمبيك.  تظهر الشخصيات أيضًا في رواية The Manchurian Candidate.
في عام 1987، زار سائح بريطاني التبت مرتديًا قميص «الرقيب بيلكو» فيل سيلفرز. حاول الجنود الصينيون سرقتها لأنهم اعتقدوا أن الصورة هي لدالاي لاما.
صرح لاري ديفيد، مبتكر ونجم Curb Your Enthusiasm، أن برنامج The Phil Silvers Show هو المفضل لديه.
من عام 1957 إلى 1960، نشرت دي سي كوميكس كتابًا هزليًا للرقيب بيلكو استمر 16 إصدارًا وسلسلة دوبيرمان الخاصة للرقيب بيلكو والتي استمرت 11 إصدارًا. كانت معظم الأعمال الفنية الداخلية من تصميم بوب أوكسنر .

## تاريخ البث
- سبتمبر 1955 - أكتوبر 1955 - الثلاثاء الساعة 8:30 - 9:00 مساءً على شبكة سي بي إس
- نوفمبر 1955 - يناير 1958 - الثلاثاء الساعة 8: 00-8: 30 مساءً على شبكة سي بي إس
- فبراير 1958 - سبتمبر 1959 - الجمعة: 9:00 - 9:30 مساءً على شبكة سي بي إس

## التقييمات والجوائز

### تقييمات البث
| الموسم    | التصنيف        |
| --------- | -------------- |
| 1955-1956 | # 30           |
| 1956-1957 | رقم 23         |
| 1957-1958 | ليس في أعلى 30 |
| 1958-1959 | ليس في أعلى 30 |

### ترشيحات وجوائز Primetime Emmy Award

#### 1955 (تم تقديمه في 17 مارس 1956)
- أفضل مسلسل كوميدي - فاز
- أفضل ممثل (أداء مستمر): فيل سيلفرز - فاز
- أفضل كتابة كوميديا: نات هيكين، باري بليتزر، أرنولد أورباخ، هارفي أوركين، فينسينت بوغرت، أرنولد روزن، كولمان جاكوبي، توني ويبستر وتيري رايان - فاز.
- أفضل منتج (سلسلة أفلام): نات هيكين - رشح (الفائز: والت ديزني، ديزني لاند)
- أفضل مخرج (سلسلة أفلام) نات هيكين - فاز

#### 1956 (تم تقديمه في 16 مارس 1957)
- أفضل سلسلة (نصف ساعة أو أقل) - فاز
- أفضل أداء مستمر لممثل كوميدي في سلسلة: فيل سيلفرز - رشح (الفائز: سيد قيصر، ساعة قيصر)
- أفضل أداء مساعد من قبل ممثل: بول فورد - رشح (الفائز: كارل راينر، ساعة قيصر)
- أفضل كتابة كوميديا (منوعات أو كوميديا مواقف): نات هيكين، بيلي فريدبرج، توني ويبستر، ليونارد ستيرن، أرنولد روزين وكولمان جاكوبي - فاز

#### 1957 (تم تقديمه في 15 أبريل 1958)
- أفضل مسلسل كوميدي - فاز
- أفضل أداء مستمر لممثل في دور قيادي في مسلسل درامي أو كوميدي: فيل سيلفرز - رشح (الفائز: روبرت يونغ، الأب أعلم)
- أفضل أداء داعم مستمر لممثل في مسلسل درامي أو كوميدي: بول فورد - تم ترشيحه (الفائز: كارل راينر ، ساعة قيصر)
- أفضل كتابة كوميديا: نات هيكين ، بيلي فريدبيرج ، فيل شارب ، تيري رايان ، كولمان جاكوبي ، أرنولد روزين ، سيدني زيلينكا ، إيه جيه راسل وتوني ويبستر - فاز

#### 1958-1959 (تم تقديمه في 6 مايو 1959)
- أفضل مسلسل كوميدي - رشح (الفائز: The Jack Benny Show)
- أفضل ممثل في دور قيادي (شخصية مستمرة) في مسلسل كوميدي: فيل سيلفرز - مرشح (الفائز: جاك بيني، عرض جاك بيني)
- أفضل ممثل مساعد (شخصية مستمرة) في مسلسل كوميدي: موريس جوسفيلد - تم ترشيحه (الفائز: توم بوستون ، عرض ستيف ألين)
- أفضل كتابة لبرنامج واحد من مسلسل كوميدي: بيلي فريدبرج وأرني روزين وكولمان جاكوبي عن فيلم «مصاص دماء بيلكو» - تم ترشيحه (الفائز: سام بيرين وجورج بالزر وهال جولدمان وأل جوردون لبرنامج جاك بيني : «عرض جاك بيني» مع إرني كوفاكس)

### البث في المملكة المتحدة
عُرض المسلسل أسبوعيًا على تلفزيون بي بي سي خلال عرضه الأصلي من 20 أبريل 1957 فصاعدًا، في فترات زمنية متفاوتة، مع عرض آخر حلقة «نهاية الأسبوع كولونيل» في 15 يناير 1961. كما عرضت قناة ITV تكرارًا للمسلسل في معظم المناطق خلال الستينيات والسبعينيات من القرن الماضي، وعاد المسلسل في تكرارات على تلفزيون بي بي سي (لاحقًا BBC1) من يونيو 1961 إلى مارس 1967، وبعد ذلك غاب عن الشاشة حتى أبريل 1973، ثم أصبح عنصرًا أساسيًا في جدول BBC1 لما بعد الساعة 11 مساءً في وقت متأخر من الليل طوال السبعينيات والثمانينيات. تم نقل المسلسل إلى وقت مبكر من المساء على BBC2، حيث بدأ تشغيل متكرر لجميع الفصول الأربعة بترتيب البث من 7 نوفمبر 1984. استمر هذا التشغيل المتكرر حتى 22 تشرين الثاني (نوفمبر) 1991، وفي ذلك الوقت كانت البي بي سي قد بثت جميع الحلقات المتاحة. استمر عرض الحلقات، على الرغم من أنها لم تعد في ترتيب البث الأصلي، من 1993 إلى 2004، مع آخر حلقة إذاعية ظهرت في 5 نوفمبر 2004.
صنفت مجلة Radio Times Guide to Comedy الصادرة في المملكة المتحدة The Phil Silvers Show كأفضل مسلسل هزلي تلفزيوني في عام 2003.
فيل سيلفرز في دور الرقيب بيلكو ظهر في سلسلة تومي تريندر على قناة بي بي سي The Trinder Box خلال يونيو 1959. كان لدى راديو تايمز في 12 يونيو 1959 صورة غلاف كاملة لفيل سيلفرز في دور بيلكو.

## تسجيلات
في مايو 2006، أصدرت CBS DVD مجموعة الذكرى الخمسين بعنوان The Phil Silvers Show: 50th Anniversary Edition . تحتوي المجموعة المكونة من 3 أقراص على 18 حلقة من السلسلة.
في 27 يوليو 2010، أصدرت CBS DVD (التي وزعتها باراماونت) الموسم الأول من The Phil Silvers Show على DVD. تم إصدار الجزء الثاني من ال DVD في 6 سبتمبر من نفس العام.
في عام 2015، بدأوا في إصدار مجموعات مواسم فردية، وتم إصدار الموسم الثاني في 28 أبريل 2015  يليه الموسم 3 في 4 أغسطس 2015. صدر الموسم الرابع والأخير في 17 نوفمبر 2015.
استحوذت شركة Mediumrare Entertainment على الحقوق في المملكة المتحدة وأصدرت Bilko - The Phil Silvers Show مجموعة كاملة على DVD في 22 سبتمبر 2014.
| اسم DVD         | حلقات منتظمة | تواريخ الإصدار | تواريخ الإصدار              | تواريخ الإصدار |
| اسم DVD         | حلقات منتظمة | المنطقة 1      | المنطقة 2 (المملكة المتحدة) |                |
| --------------- | ------------ | -------------- | --------------------------- | -------------- |
| الموسم الأول    | 34           | 27 يوليو 2010  | 6 سبتمبر 2010               |                |
| الموسم الثاني   | 36           | 28 أبريل 2015  | غير متاح                    |                |
| الموسم الثالث   | 37           | 4 أغسطس 2015   | غير متاح                    |                |
| الموسم الرابع   | 35           | 17 نوفمبر 2015 | غير متاح                    |                |
| السلسلة الكاملة | 142          | 4 نوفمبر 2014  | 22 سبتمبر 2014              |                |

## في وسائل الإعلام الأخرى

### فيلم
كان عرض Phil Silvers أساسًا لفيلم غير ناجح تجاريًا ونقديًا الرقيببيلكو (1996)، بطولة ستيف مارتن في دور بيلكو، دان أيكرويد في دور كولونيل هول، ماكس كاسيلا في دور باباريلي، وإريك إدواردز في دور دوبيرمان، مع ابنة فيل سيلفرز، كاثي سيلفرز، في دور ال تي منودي. تدور الحبكة حول تحقيق في مخالفات في فورت باكستر من قبل الرائد ثورن (يلعبه فيل هارتمان)، وهو منافس قديم لبيلكو، والذي لن يتوقف عند أي حد للتغلب على بيلكو.

## روابط خارجية
- عرض فيل سيلفرز على موقع IMDb (الإنجليزية)
- عرض فيل سيلفرز على موقع روتن توميتوز (الإنجليزية)
- عرض فيل سيلفرز على موقع كينوبويسك (الروسية)
- عرض فيل سيلفرز على موقع قاعدة بيانات الفيلم (الإنجليزية)